# Что случилось прошлой ночью (фильм, 1986)
«Что случи́лось про́шлой ночью», или «По по́воду того́, что случи́лось вчера́ но́чью…» (англ. About Last Night...) — американский кинофильм 1986 года. Дебют кинорежиссёра Эдварда Цвика на большом экране. Сюжет картины основан на пьесе Дэвида Мэмета 1974 года Sexual Perversity in Chicago.

## Сюжет
Действие фильма происходит в Чикаго. Денни повстречал в баре привлекательную девушку — Дебби. Молодые люди понравились друг другу с одного взгляда и Денни пригласил Дебби сходить на софтбол. Между ними завязываются отношения крепнущие день ото дня.
У Денни есть друг и коллега по работе Берни. У Дебби соседка по общежитию Джоан. Ни тот ни другая не хотят терять лучших друзей, и они начинают помогать влюблённой паре «полезными» советами. Несмотря ни на что в один прекрасный день Денни и Дебби решают съехаться и жить вместе. Дальнейшее развитие событий показывает, что жить, даже с единственно любимым человеком, под одной крышей - это не одно и то же, что встречаться с ним время от времени.

## В ролях
| Актёр            | Роль         |
| ---------------- | ------------ |
| Роб Лоу          | Денни        |
| Деми Мур         | Дебби        |
| Джеймс Белуши    | Берни        |
| Элизабет Перкинс | Джоан        |
| Джордж Диченцо   | мистер Фавио |
| Робин Томас      | Стив Карлсон |
| Меган Маллалли   | Пэт          |
| Розанна ДеСото   | миссис Лионс |
| Тим Казурински   | Колин        |
| Кевин Бурленд    | Айра         |
| Кэтрин Кинер     | официантка   |
| Сачи Паркер      | Кэрри        |